# Grande Prairie Airport
Grande Prairie Airport är en flygplats i Kanada. Den ligger i den centrala delen av landet, 3 200 km väster om huvudstaden Ottawa. Grande Prairie Airport ligger 669 meter över havet.
Terrängen runt Grande Prairie Airport är platt.Närmaste större samhälle är Grande Prairie, 5,4 km öster om Grande Prairie Airport. 
Trakten runt Grande Prairie Airport består till största delen av jordbruksmark. Runt Grande Prairie Airport är det ganska tätbefolkat, med 185 invånare per kvadratkilometer.